# Flächenneuinanspruchnahme

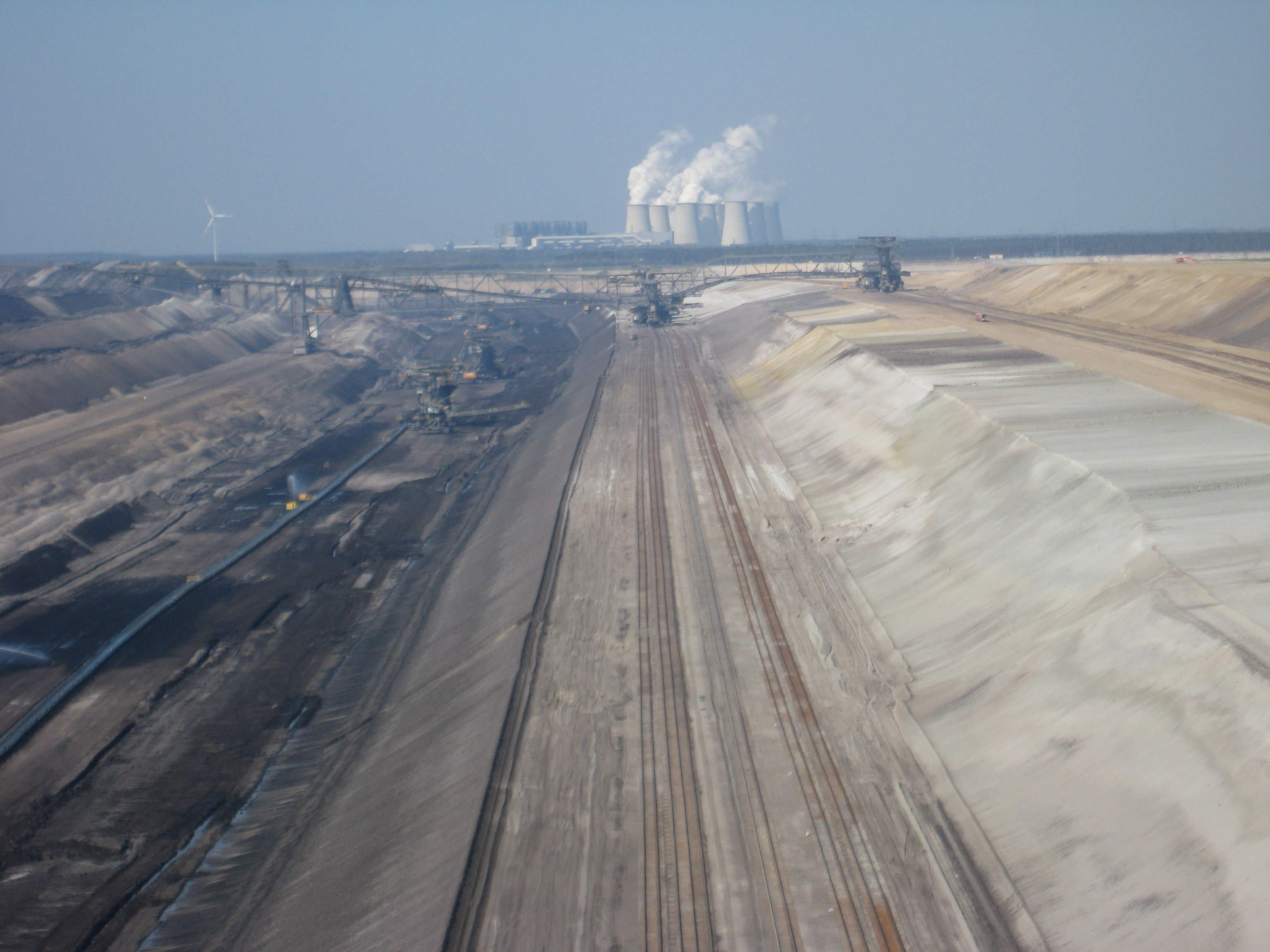
Flächeninanspruchnahme des Kraftwerks Jänschwalde mit zugehörigem Tagebau

Der Begriff Flächenneuinanspruchnahme oder auch Flächenverbrauch beschreibt die Umwandlung insbesondere von naturbelassenen Teilen der Erdoberfläche – je nach Definition auch von landwirtschaftlichen – in Siedlungs- und Verkehrsfläche. Diese Änderung der Flächennutzung kann unter Umständen reversibel sein.
Flächenneuinanspruchnahme ist außerdem nicht gleichzusetzen mit Flächenversiegelung, da auch nicht-versiegelte Flächen statistisch als Siedlungs- und Verkehrsfläche gelten können, z. B. Hausgärten.
Im immer dichter besiedelten Deutschland werden derzeit (2020) täglich rund 55 Hektar Landschaft für Gewerbe, Wohnungsbau, Verkehr und Erholungsflächen neu in Anspruch genommen.
Globale Veränderungen der Landnutzung weg von biologisch produktiven Flächen hin zu anderen Nutzungsformen werden im Artikel Landverbrauch beschrieben.

## Flächennutzung
Die Flächenstatistik in Deutschland wird anhand der Liegenschäftsbücher und Liegenschaftskataster der Kommunen jährlich vom Statistischen Bundesamt erstellt. Dabei unterscheidet man eine Reihe von Nutzungsarten von Flächen. Für die Ermittlung der Flächenneuinanspruchnahme ist die Zusammenfassung der Nutzungsarten zu Siedlungs- und Verkehrsflächen einerseits und zu sonstigen Flächen andererseits maßgeblich.

### Siedlungs- und Verkehrsfläche

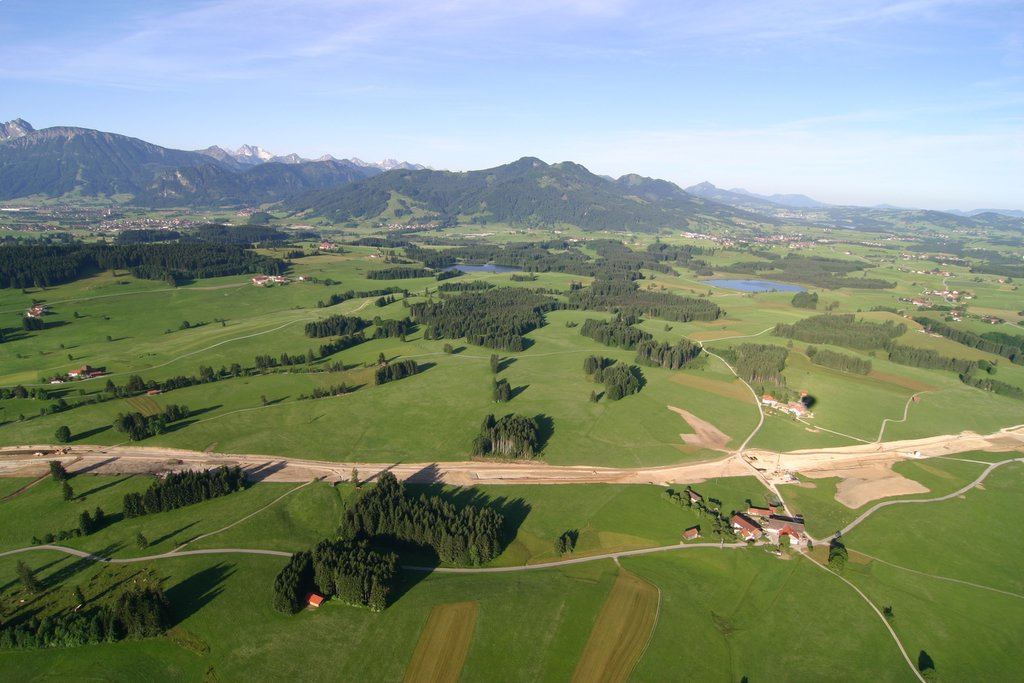
Flächeninanspruchnahme durch Verkehrsflächen, hier der Neubau der Bundesautobahn 7 in Deutschland

Der Begriff „Siedlungs- und Verkehrsfläche“ (SuV) bezeichnet Flächen, die überwiegend siedlungswirtschaftlichen Zwecken dienen. Sie gliedert sich in:
- Gebäude- und gebäudebezogene Freiflächen für unterschiedliche Nutzungen wie Wohnen, Arbeiten, Bildung, Verwaltung, Handel und Dienstleistungen, Gewerbe und Industrie (2021 in Deutschland 51 % der SuV),
- Verkehrsflächen: zum Beispiel Straßen, Wege, Plätze, einschließlich Parkplätze, Schienen (2021 in Deutschland 34 % der SuV),
- Erholungs- und Grünflächen: Sportanlagen, Campingplätze, Parks, Grünanlagen und Friedhöfe (2021 in Deutschland 11 % der SuV),
- Betriebsflächen: zum Beispiel Bergbaubetriebe und Halden (2021 in Deutschland 3 % der SuV)

Um die räumliche Verteilung und Entwicklung der Siedlungs- und Verkehrsfläche in Deutschland zu beschreiben, kann der Monitor der Siedlungs- und Freiraumentwicklung (IÖR-Monitor) herangezogen werden. Datengrundlage ist das digitale Basis Landschaftsmodell (Basis-DLM) aus dem amtlichen topographischen kartographischen Informationssystem (AKTIS).
Städte und Stadtstaaten weisen bedingt durch vergleichsweise geringe Gebietsgröße und hohe Bevölkerungszahlen einen deutlich höheren Anteil an Siedlungs- und Verkehrsflächen auf als ländliche Regionen. Altindustrialisierte Regionen wie das Rhein-Ruhr-Gebiet, das Saarland, das Rhein-Main- oder das Rhein-Neckar-Gebiet und die Region Stuttgart fallen durch einen hohen Anteil an Siedlungs- und Verkehrsfläche sowohl in den Kernstädten als auch in den Landkreisen auf. Besonders niedrige Werte hingegen finden sich in Mecklenburg-Vorpommern, in der Altmark oder im benachbarten Wendland, in der Eifel sowie in den ländlich geprägten Gebieten Thüringens und Bayerns. Die niedrigsten Anteile baulich geprägter Siedlungs- und Verkehrsflächen an der Gebietsflächen wiesen 2017 die Landkreise Mecklenburgische Seenplatte (4,3 %) und Garmisch-Partenkirchen (4,3 %) auf, die höchsten Anteile die Landkreise Herne (62,8 %) und München (61,9 %).

### Andere Flächennutzungsarten
Zu den sonstigen Flächennutzungen zählen landwirtschaftliche Flächen, darunter auch Moore und Heiden, Wald- und Wasserflächen und Flächen anderer Nutzung.

## Entwicklung der Flächenneuinanspruchnahme in Deutschland
Nach dem Zweiten Weltkrieg nahm die Bevölkerungszahl, Wirtschaftskraft und Wohlstand (z. B. Ausstattung mit Kraftfahrzeugen) in der Bundesrepublik stärker zu als in der DDR. Dies führte zu einem höheren Flächenneuinanspruchnahme, sodass ein deutliches West-Ost-Gefälle entstand. Nach der Wiedervereinigung glich sich die Flächenneuinanspruchnahme an, jedoch ist der unterschiedliche Flächeninanspruchnahme in den Karten noch sichtbar. Der Ost-West-Unterschied wird zunehmend überlagert durch ein generelles Stadt-Land-Gefälle.
Die deutsche Bundesregierung hat sich Ziele gesetzt, um die Flächenneuinanspruchnahme zu verringern: Sie plante im Rahmen ihrer Nachhaltigkeitsstrategie aus dem Jahr 2002 die Flächenneuinanspruchnahme bis zum Jahr 2020 auf täglich 30 ha zu reduzieren. Die Neuauflage der Nachhaltigkeitsstrategie aus dem Jahr 2016 enthält eine, so das Bundesumweltministerium, „verschärfte Festlegung“ von „unter 30 Hektar“ pro Tag bis zum Jahr 2030. Das integrierte Umweltprogramm 2030 des Umweltministeriums aus dem Jahr 2016 enthält ein Ziel von 20 ha pro Tag für 2030. Laut Klimaschutzplan 2050 vom November 2016, der den Weg zu einem treibhausgasneutralen Deutschland beschreibt, strebt die Bundesregierung eine Flächenneuinanspruchnahme von Netto-Null (Flächenkreislaufwirtschaft) bis 2050 an, entsprechend einer Zielsetzung der Europäischen Kommission.
Bezogen auf ganz Deutschland lag die Neuinanspruchnahme für Siedlungs- und Verkehrsfläche in den Jahren 1997 bis 2000 insgesamt bei durchschnittlich 129 ha/Tag, aber sank seitdem mit wenigen Ausnahmen zu Beginn des Jahrtausends. Im Jahr 2020 lag die Flächenneuinanspruchnahme bei 54 ha/Tag.
| Jahr | SuV        | Zunahme pro Jahr | Zunahme pro Tag | Kommentar                         |
| ---- | ---------- | ---------------- | --------------- | --------------------------------- |
| 1992 | 40.305 km² |                  |                 |                                   |
| 1996 | 42.052 km² | 437 km²          | 120 ha          | Zunahme durchschn. seit 1992      |
| 2000 | 43.939 km² | 472 km²          | 129 ha          | Zunahme durchschn. seit 1996      |
| 2001 | 44.381 km² | 442 km²          | 121 ha          |                                   |
| 2002 | 44.780 km² | 400 km²          | 110 ha          |                                   |
| 2003 | 45.141 km² | 361 km²          | 99 ha           |                                   |
| 2004 | 45.621 km² | 480 km²          | 131 ha          |                                   |
| 2005 | 46.050 km² | 430 km²          | 118 ha          |                                   |
| 2006 | 46.438 km² | 387 km²          | 106 ha          |                                   |
| 2007 | 46.789 km² | 351 km²          | 96 ha           |                                   |
| 2008 | 47.137 km² | 348 km²          | 95 ha           |                                   |
| 2009 | 47.422 km² | 285 km²          | 78 ha           |                                   |
| 2010 | 47.702 km² | 280 km²          | 77 ha           |                                   |
| 2011 | 48.133 km² | 431 km²          | 118 ha          |                                   |
| 2012 | 48.368 km² | 235 km²          | 64 ha           |                                   |
| 2013 | 48.597 km² | 229 km²          | 63 ha           |                                   |
| 2014 | 48.843 km² | 246 km²          | 68 ha           |                                   |
| 2015 | 49.066 km² | 223 km²          | 61 ha           |                                   |
| 2016 | 49.254 km² | 188 km²          | 52 ha           |                                   |
| 2017 | 49.505 km² | 251 km²          | 69 ha           |                                   |
| 2018 | 49.819 km² | 314 km²          | 86 ha           |                                   |
| 2019 | 51.489 km² | 1.670 km²        | 457 ha          | Änderung der Berechnungsgrundlage |
| 2020 | 51.692 km² | 203 km²          | 54 ha           |                                   |

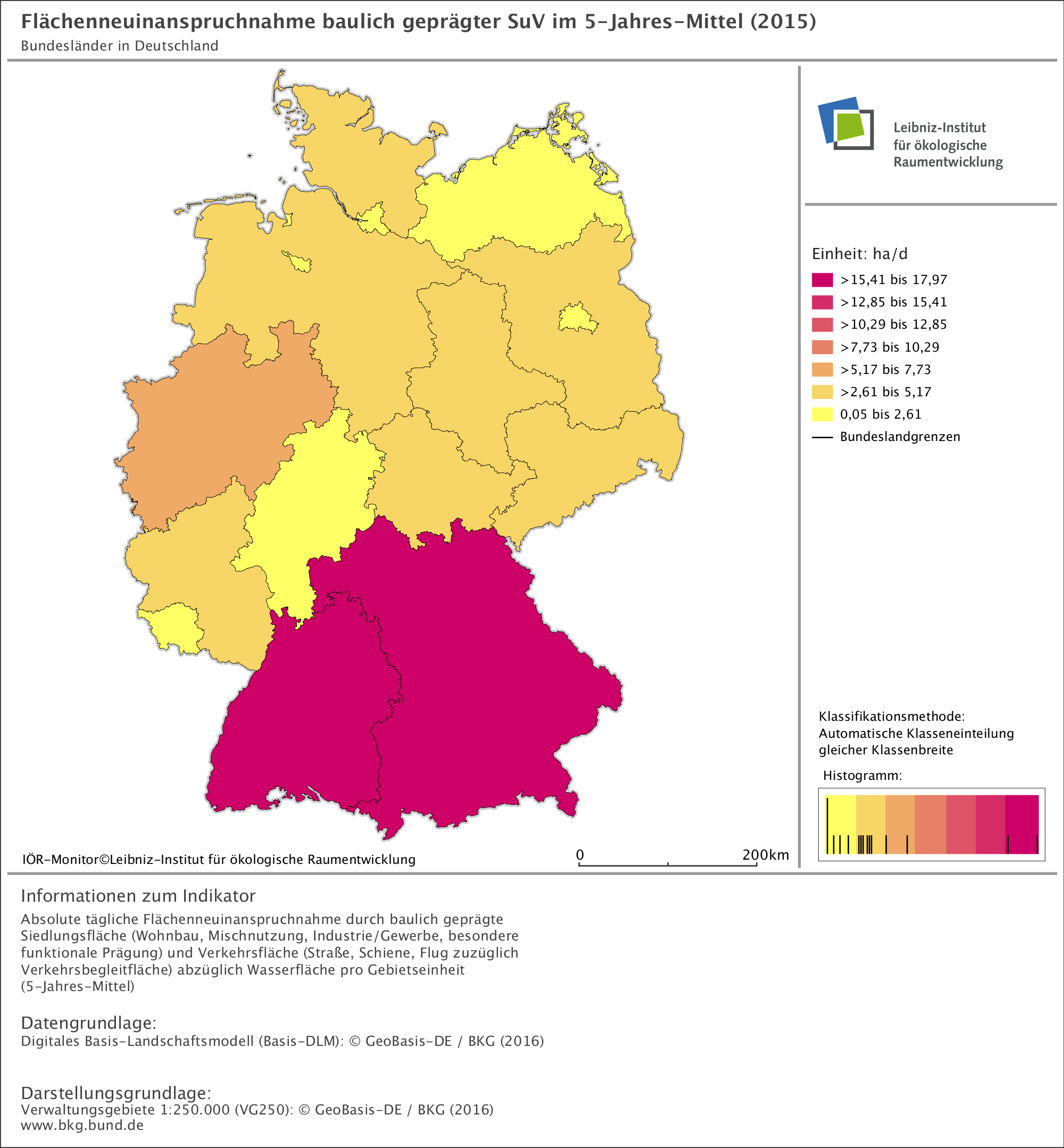
Die Karte des IÖR-Monitor zeigt die Flächenneuinanspruchnahme baulich geprägter SuV im 5-Jahres-Mittel (2011–2015).

Seit 2000 hat die Siedlungs- und Verkehrsfläche (SuV-Fläche) in fast allen Landkreisen in Deutschland zugenommen, was sich in der Entwicklung der Flächenneuinanspruchnahme zeigt. Während zu Beginn des Jahrtausends Verkehrsflächen ein Fünftel bis knapp ein Viertel des Neuinanspruchnahme ausmachten, ist ihr Anteil 2014 auf etwa 40 % gestiegen. Darin drückt sich vor allem auch der Rückgang der Wohnungsbautätigkeit aus.
Es ist nicht verwunderlich, dass große Flächenländer wie Baden-Württemberg und Bayern oder Nordrhein-Westfalen die höchste Flächenneuinanspruchnahme aufweisen, während die bereits hoch verdichteten Stadtstaaten Berlin, Bremen und Hamburg sowie Länder mit einer geringeren wirtschaftlichen Dynamik wie das Saarland oder Mecklenburg-Vorpommern neue Flächen nur in geringerem Maße beanspruchen.

Die Ausweisung von Baugebieten auf der „grünen Wiese“ befördert die Flächenneuinanspruchnahme, hier ein neues Industriegebiet in Wörrstadt, Rheinland-Pfalz

| Bundesland             | 2000 | 2015 (Veränderung zu 2000 in Prozent) |
| ---------------------- | ---- | ------------------------------------- |
| Baden-Württemberg      | 10,7 | + 2,4                                 |
| Bayern                 | 8,5. | + 1,7                                 |
| Berlin                 | 67,2 | + 2,5                                 |
| Brandenburg            | 7,7  | + 0,6                                 |
| Bremen                 | 49,3 | + 6,3                                 |
| Hamburg                | 54,1 | + 4,5                                 |
| Hessen                 | 10,9 | + 1,8                                 |
| Mecklenburg-Vorpommern | 5,1  | + 1,0                                 |
| Niedersachsen          | 9,8  | + 1,6                                 |
| Nordrhein-Westfalen    | 19,0 | + 2,2                                 |
| Rheinland-Pfalz        | 9,3  | + 1,6                                 |
| Saarland               | 18,1 | + 0,1                                 |
| Sachsen                | 12,0 | + 1,7                                 |
| Sachsen-Anhalt         | 7,6  | + 1,1                                 |
| Schleswig-Holstein     | 10,1 | + 1,9                                 |
| Thüringen              | 7,9  | + 1,5                                 |
| Deutschland            | 10,3 | + 1,7                                 |

## Folgen der Flächenneuinanspruchnahme
Die Flächenneuinanspruchnahme und das Siedlungswachstum haben zahlreiche Folgen – nicht nur für den Natur- und Umweltschutz.

### Reversibilität
Entgegen dem Wortsinn des Begriffs Flächenverbrauch, der oft synonym zu Flächenneuinanspruchnahme gebraucht wird, werden Flächen prinzipiell nicht „verbraucht“, also aufgezehrt, sondern von land- und forstwirtschaftlicher Fläche zu Siedlungs- und Verkehrsfläche „umgenutzt“. Diese Umnutzung ist (zumindest klassifikatorisch) umkehrbar und wird gelegentlich auch umgekehrt. Werden durch die Umnutzung jedoch Böden abgetragen oder versiegelt, so kann die Flächennutzungsänderung durchaus irreversible Folgen für die Bodenfunktionen und das Ökosystem der betreffenden Fläche haben.

### Ökologische Folgen

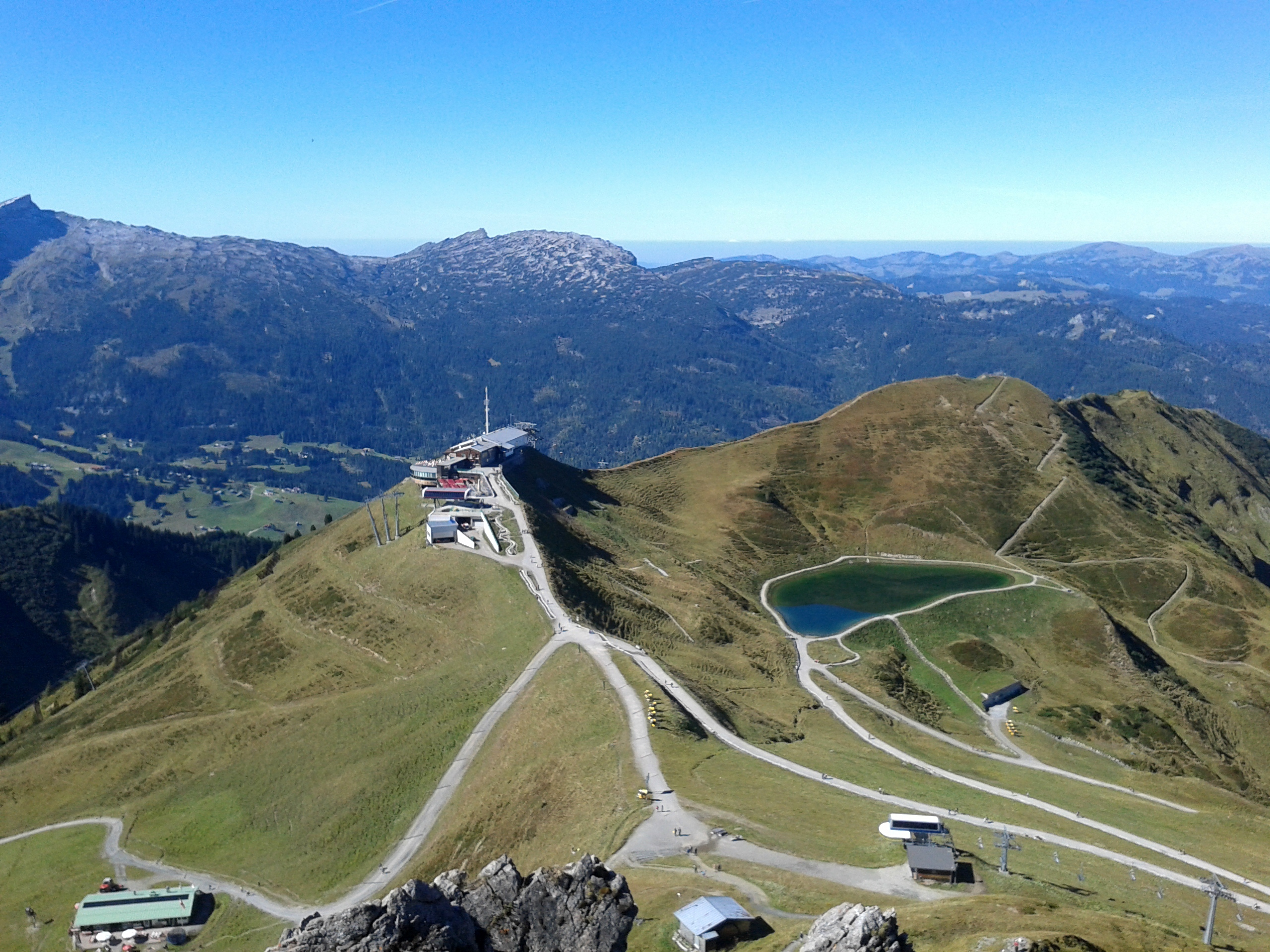
Empfindliche Hochgebirgsregionen jenseits der Baumgrenze mit ihrer sehr speziellen Vegetation werden zu gewerblich genutzten Freizeitvergnügungsflächen. Hier die Region am Fellhorn in den Allgäuer Alpen, die 2008 von den Betreibern der Kanzelwandbahn rechts unterhalb des bebauten Berggrates in einen künstlichen See umgestaltet worden ist, um Schneekanonen mit Wasser versorgen zu können. Gleichzeitig wurde dort auf Kosten der natürlichen Landschaft ein dichtes Netz von gut befestigten Wirtschafts- und Wanderwegen neu angelegt

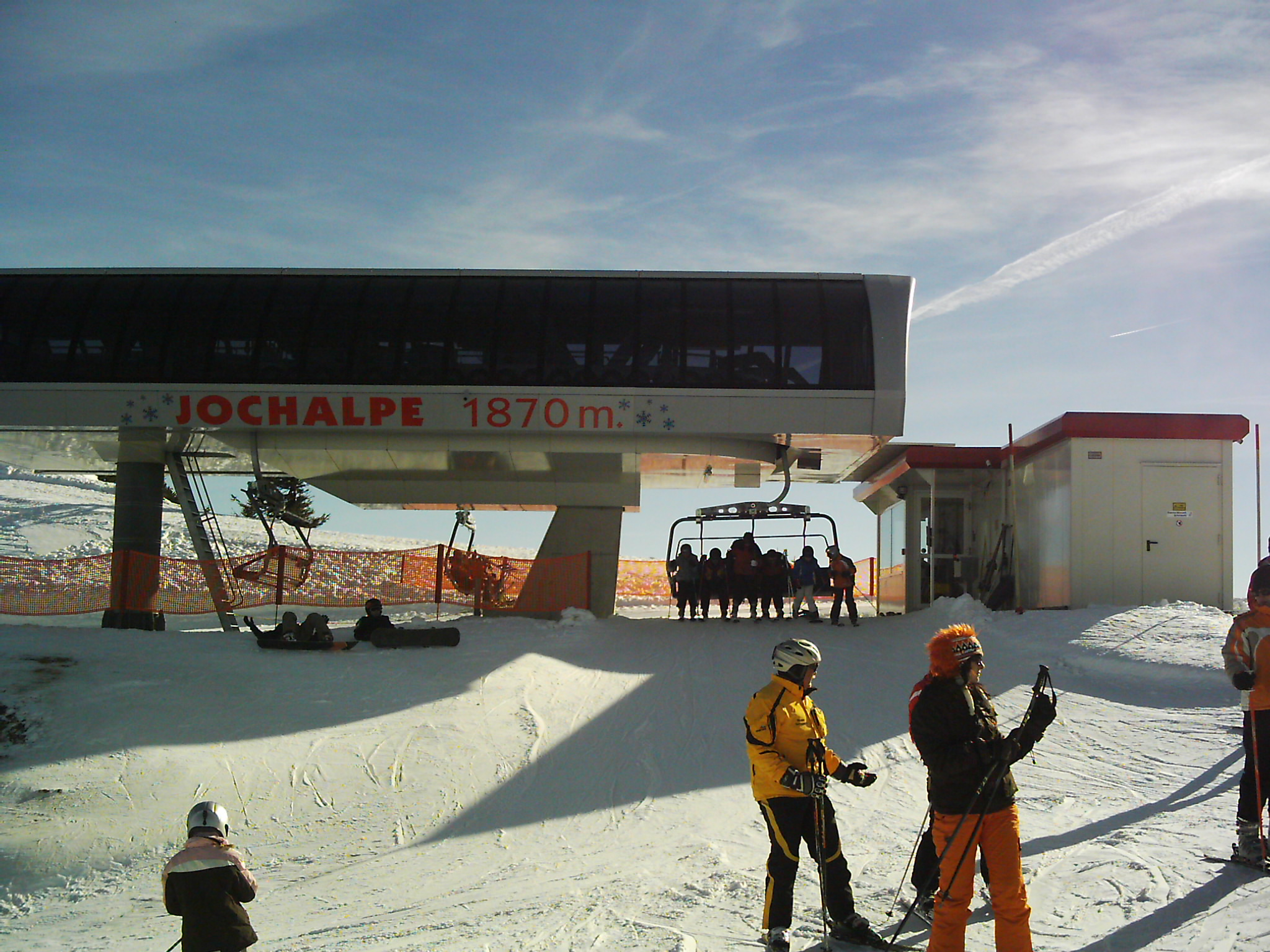
Einfache Schlepplifte wurden in vielen Gebirgsorten der Alpenregion in größere und breitere Aufstiegshilfen (hier ein Achtsitzer) verwandelt, mit entsprechend höherem Flächen- und Energiebedarf in ökologisch sensiblen Regionen

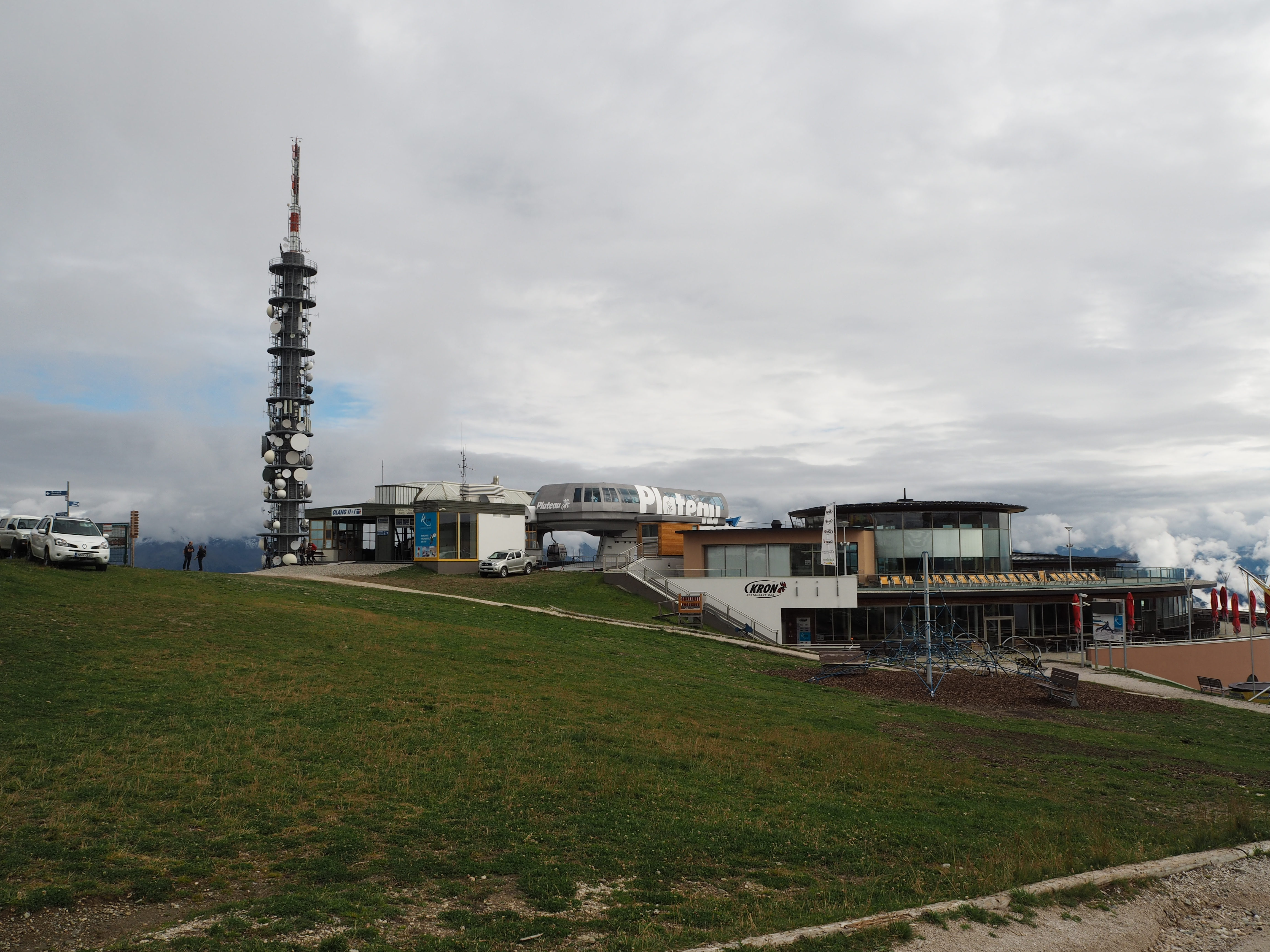
Der Kronplatz in Südtirol erscheint jenseits der Baumgrenze als urban verdichtetes Hochgebirgsterrain: Seilbahnstationen, Seilbahn-Träger, Antennen, Spielplätze, Speiserestaurants, 32 Aufstiegshilfen für Wintersportler, ein Museum, diverse Shoppingmöglichkeiten und andere Funktionsgebäude samt befestigter Zufahrtswege gehen dort seit 1963 zunehmend mehr auf Kosten der alpinen Naturflächen

Bauliche Nutzung für Siedlungs- und Verkehrszwecke führt zu einem direkten Verlust von Boden und Lebensräumen. Insbesondere versiegelte Fläche geht für Tiere und Pflanzen als Lebensraum weitgehend verloren. Verkehrswege zerschneiden zusätzliche Lebensräume und behindern die Wanderungen. Zudem werden weitere Flächen durch die menschlichen Aktivitäten entwertet. Insbesondere für kulturflüchtende Arten gefährdet dies das Überleben des Bestandes. Flächenneuinanspruchnahme und Landschaftszerschneidung sind die Hauptursachen für das Artensterben.
So kann beispielsweise Amphibien der Weg zu den Laichgewässern durch Straßen verbaut werden. Die Ausweisung eines Verbundes von Lebensräumen (Netz Natura 2000 und FFH-Gebiete) soll dem entgegenwirken.
Mit der dekonzentrierten Siedlungsausdehnung ist regelmäßig Verkehrswachstum insbesondere im Individualverkehr verbunden. Flächenneuinanspruchnahme führt so zu mehr Lärm, mehr Abgasen und steigert den Energieverbrauch.

### Ökonomische Folgen
Das Siedlungsflächenwachstum ist wesentlich schneller als das Bevölkerungswachstum. Deshalb sinkt die Einwohnerzahl pro Siedlungs- und Verkehrsfläche. Diese sinkende relative Einwohnerdichte verursacht höhere Infrastrukturkosten, weil Personen und Güter über weitere Strecken transportiert werden müssen. Das gilt auch für die unterirdische Infrastruktur, deren Bau und Unterhalt besonders teuer ist. Die Unterhaltskosten werden bei der Planungsentscheidung häufig nicht berücksichtigt. So fällen die Gemeinde- und Stadträte Entscheidungen, die die Haushalte ihrer Kommunen über Jahrzehnte belasten.
Die notwendigen weiten Strecken erhöhen die Mobilitätskosten: Der Zuschussbedarf für den Nahverkehr erhöht sich. Auch für die einzelnen Haushalte, die durch Umzug von der Stadt aufs Land Fläche verbrauchen, erhöhen sich die Mobilitätskosten. So muss ein Haushalt mit einer erwerbstätigen und einer nicht erwerbstätigen Person, der von einer Kernstadt ins suburbane Umland zieht, häufig einen zusätzlichen Pkw anschaffen. Je nach gewähltem Standort sind zusätzliche Kosten von rund 350 bis 400 Euro monatlich zu erwarten.
Durch die Suburbanisierung auch der Einkaufsmärkte werden traditionelle Zentren in Stadtteilen und Dörfern gefährdet. Dort ansässige Dienstleister und Einzelhändler verlieren ihre wirtschaftliche Basis, während andererseits in den Einkaufszentren wenig Personal pro Fläche eingestellt wird und Gewinne am Sitz der Firmenzentrale versteuert werden.
Durch den Verlust von Agrarflächen werden landwirtschaftliche Betriebe ökonomisch bedrängt. Neben den unmittelbaren Verkehrs- oder Siedlungsflächen gehen auch die naturschutzrechtlich nachzuweisenden Kompensationsflächen oft zu Lasten der landwirtschaftlichen Produktion. Volkswirtschaftlich wird damit die dezentrale Produktion und Versorgung beeinträchtigt und weiterer Güter- und Personenverkehr, mit den oben genannten Folgen, erzeugt.

### Soziale und kulturelle Zusammenhänge
Heute sind Lebensentwürfe vielfältiger als früher. Es gibt mehr Alleinerziehende, Alleinstehende und alte Menschen. Auch die Familien haben sich geändert: Häufig ist der Mann nicht mehr Alleinverdiener und die Eltern-2-Kinder-Familie wurde selten. Da sich außerdem das Normalarbeitsverhältnis auflöst, ändern sich die Wohnbedürfnisse und die Planbarkeit langfristiger Investitionsentscheidungen sinkt. Alte Einfamilien- und Reihenhäuser erweisen sich – nicht zuletzt jedoch auch wegen des Modernisierungsstaues – inzwischen immer mehr als schwer verkäuflich oder erzielen nicht die gewünschten Preise – das gefährdet die Altersversorgung. Die Abwanderung von Familien aus der Mittelschicht ins Umland führt im innerstädtischen Bestand zu Segregation und fördert die Bildung mehrfach benachteiligter und sozial instabiler Quartiere. Versorgungseinrichtungen wandern an ausschließlich automobil erreichbare Standorte, wodurch die Nicht-Automobilen ausgeschlossen werden. Sämtliche Entwicklungen werden durch den demografischen Wandel verschärft.

## Ursachen
Vier verschiedene wesentliche Ursachen können beschrieben werden:
- sozioökonomischer Wandel
- Siedlungsstrukturkonzepte
- Öffentliche Förderung
- Bodenmarkt

### Der sozio-ökonomische Wandel

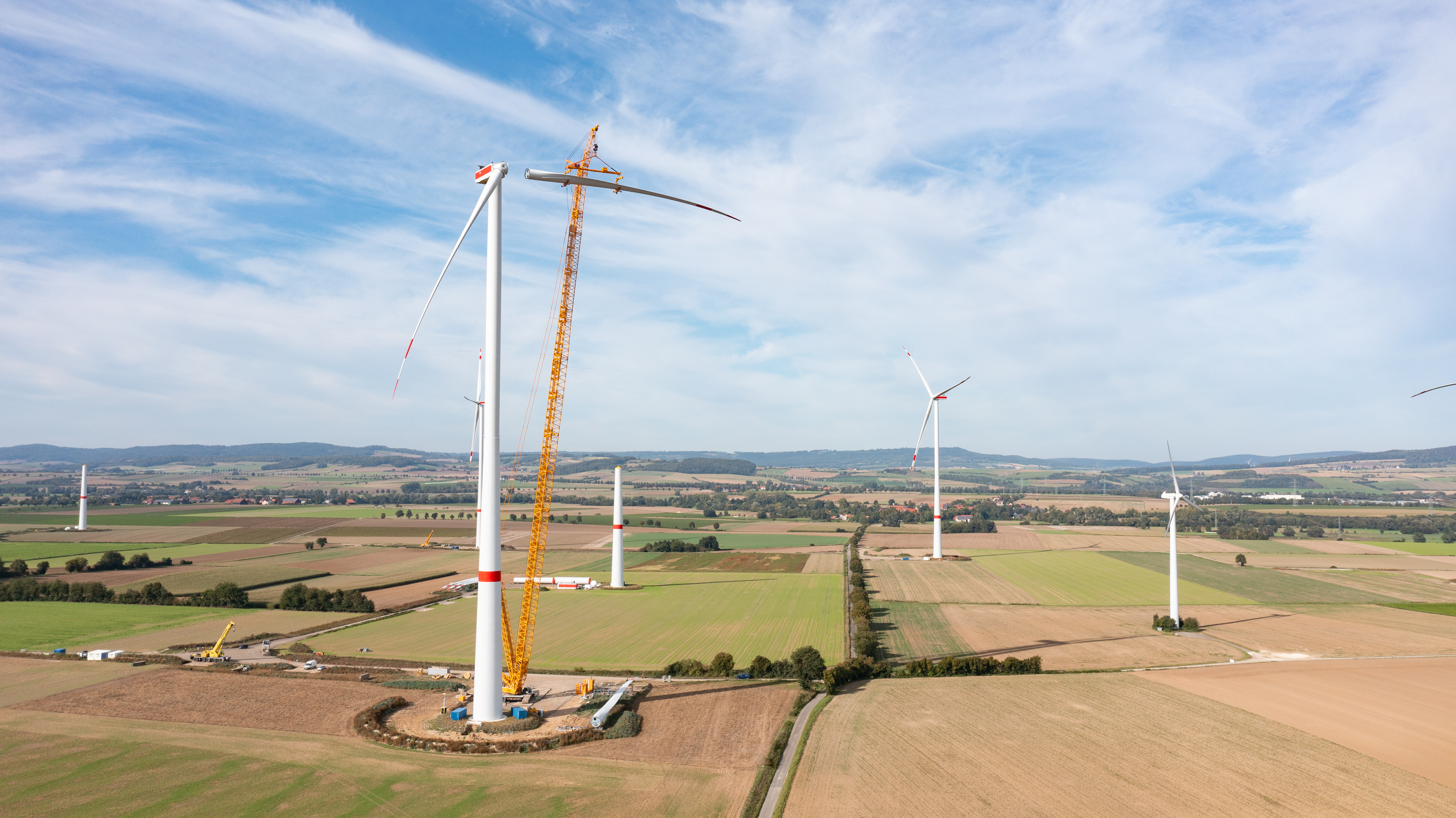
Flächenverbrauch durch Windkraftanlagen, im Bau und während des Betriebs

Ein wesentlicher Grund für die Zunahme der Flächenansprüche sind die technisch-ökonomischen und gesellschaftlichen Veränderungen, sowie die damit verbundene Wohlstandsentwicklung:
- Massenmotorisierung und damit Ausdehnung der möglichen Pendeldistanzen zwischen Wohnort und Arbeitsplatz sowie nachfragefolgendem Ausbau der Verkehrsinfrastruktur
- Damit einhergehend gestiegener Wunsch nach mehr Wohnfläche und -ausstattung sowie flächenaufwendiger Siedlungsformen wie z. B. die Offene Bauweise in Siedlungen gegenüber früherer geschlossener Bauweise
- Zunahme der Haushalte auch bei stagnierender Bevölkerungszahl (weniger Kinder, mehr Kinderlose, Paare und Alleinstehende)
- Verbleib alleinstehender alter Menschen, aber auch alter Eheleute, in großen Familienwohnungen
- Zunahme der Zweitwohnungen und Wochenendhäuser
- Flächenaufwendige Formen des Einzelhandels und der Logistik statt Ökologieorientierte Logistik
- Jüngst auch neue Flächenansprüche im Rahmen der Energiewende wie Freiflächen-Photovoltaik

Die spezifischen Flächenansprüche (m² pro Person) bei den einzelnen Nutzungsarten (Wohnen, Produktion, Handel, Bildung, Versorgung, Freizeit etc.) sind kontinuierlich gestiegen. Beispielsweise betrug die durchschnittliche Wohnfläche in der Bundesrepublik (West) im Jahr 1960 14 m² pro Person, heute (2020) sind es über 47 m². Ähnlich haben die spezifischen Flächenansprüche in der Wirtschaft und bei öffentlichen Einrichtungen zugenommen.

### Siedlungsstrukturkonzepte

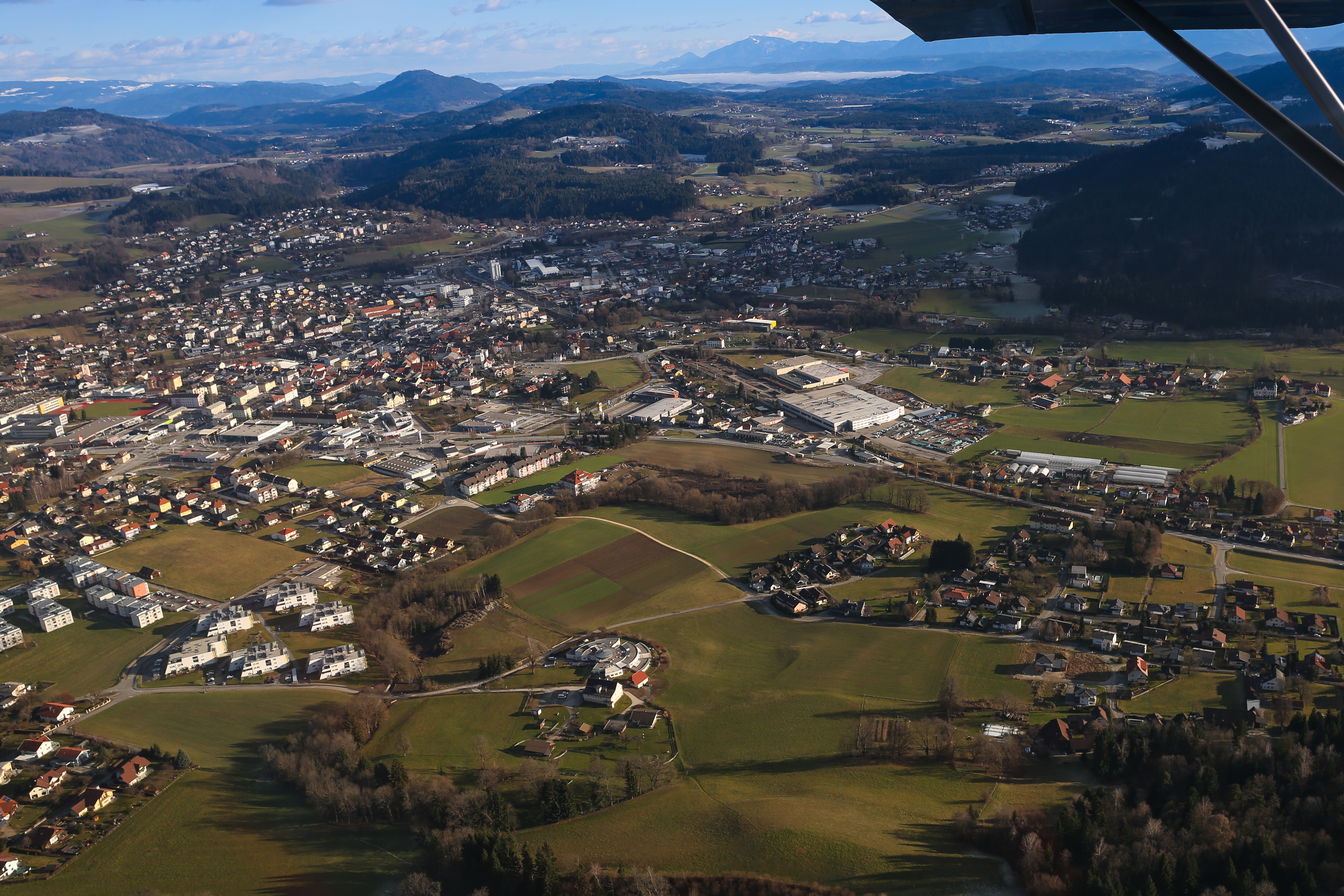
Flächenverbrauch durch Zersiedlung

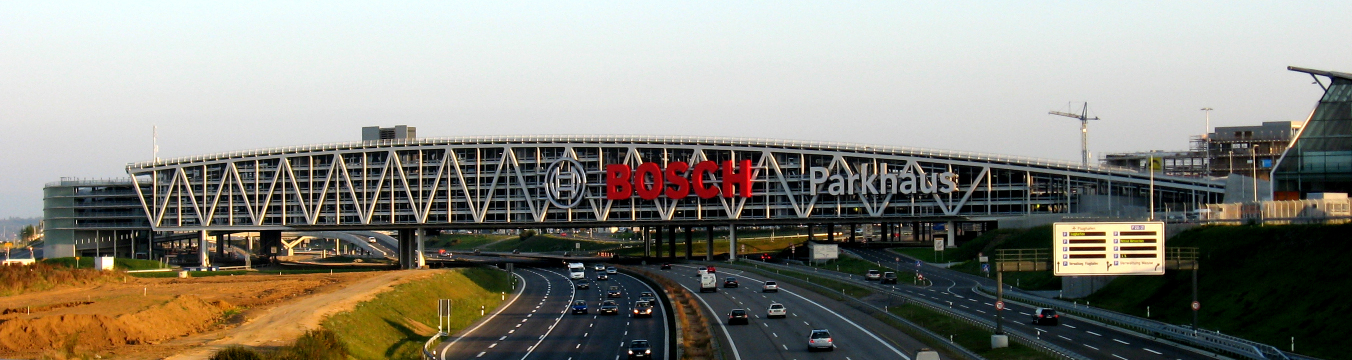
Mehrfachnutzung: Parkhaus über der A 8 bei Stuttgart

Das „Eigenheim im Grünen“ ist immer noch die von vielen gewünschte Wohnform, sie ist zugleich aber auch die flächenaufwendigste und benötigt mindestens die dreifache Baulandfläche (Straßen einbezogen) gegenüber einer städtischen Alternative (Eigentumswohnungen oder „Stadthäuser“ mit zugeordnetem kleinen Garten oder Terrasse). Die massenhafte Umsetzung dieses Wunsches zerstört aber das, was man gerade gewinnen möchte: die Nähe zur freien Natur. Je mehr das Stadtumland mit Einfamilienhäusern bebaut wird, desto mehr breitet sich die Stadt aus (Suburbanisierung) und umso weiter muss man fahren, um freie Landschaft erleben zu können.
Städtebauliche Leitbilder der 1950er und 60er-Jahre, wie das der „gegliederten und aufgelockerten Stadt“, die in einem engen Zusammenhang mit einem auto-orientierten Verkehrs- und Städtebau stehen, sowie die vielerorts fehlende stadtregionale Instanz, die der kommunalen „Kirchturmspolitik“ Grenzen setzt, haben wesentlich zur Flächenneuinanspruchnahme beigetragen.
Eine disperse, autoorientierte Siedlungsstruktur beansprucht das Mehrfache an Siedlungs- und Verkehrsfläche als eine Konzentration auf einen Verbund von mittleren, kleinen und großen Städten in der Stadtregion (dezentrale Konzentration). So entfällt auf jeden Einwohner in einem innenstadtnahen Stadtteil einer Großstadt etwa 80–100 m² Siedlungs- und Verkehrsfläche, bei kleineren Gemeinden im Umland sind es 600–700 m² (vgl. Abbildung). Bedingt durch gewachsene Distanzen im Zuge der Flächenausdehnung und Funktionsentmischung und durch die Dominanz des Autoverkehrs spielen die Verkehrsflächen eine wichtige Rolle. Diese nahmen 2001 39 % der Siedlungs- und Verkehrsflächen ein. Autoverkehr benötigt pro beförderte Person rund zehnmal so viel Verkehrsfläche wie Bahn-, Bus-, Fahrrad- oder Fußverkehr und außerdem Parkplätze.

### Öffentliche Förderung
Erheblich zum Flächenverbrauch beigetragen haben auch staatliche finanzielle Förderungen für den Wohnungs- und Infrastrukturausbau. Insbesondere die flächenaufwendigste Wohnform – der Eigenheimbau – wird intensiv gefördert. In Verbindung mit einem umfangreichen Straßenbauprogramm unter Vernachlässigung des Schienenverkehrs und mit steuerlichen Vergünstigungen für Pendler („Kilometer-“ bzw. „Entfernungspauschale“) wurde der Trend zu flächenaufwendigen Siedlungs- und Verkehrsformen weiter unterstützt.

### Bodenmarkt
Wesentliche Ursache für die Bevorzugung von Flächen im Umland anstelle von Verdichtungen im Siedlungsbestand und der Wiedernutzung von innerstädtischen Siedlungsbrachflächen ist das immense Bodenpreisgefälle von der Innenstadt hin zur Peripherie. Der Bodenpreis wird immer noch ausschließlich nach den wirtschaftlichen Verwertungsmöglichkeiten gebildet, der ökologische Wert des Bodens/der Bodenflächen als endliche, nicht ersetzbare Ressource fließt nicht ein. Daher vollzieht sich Siedlungsentwicklung aufgrund der relativ geringen Bodenpreise im Umland auch kaum flächensparend. Der relativ hohe Marktpreis von innerstädtischen Siedlungsbrachflächen und schwer oder mit hohen Kosten zu beseitigende Altlasten verhindern häufig die städtebaulich erwünschte Neunutzung in Konkurrenz zu Standorten an der Peripherie.

## Gegenmaßnahmen

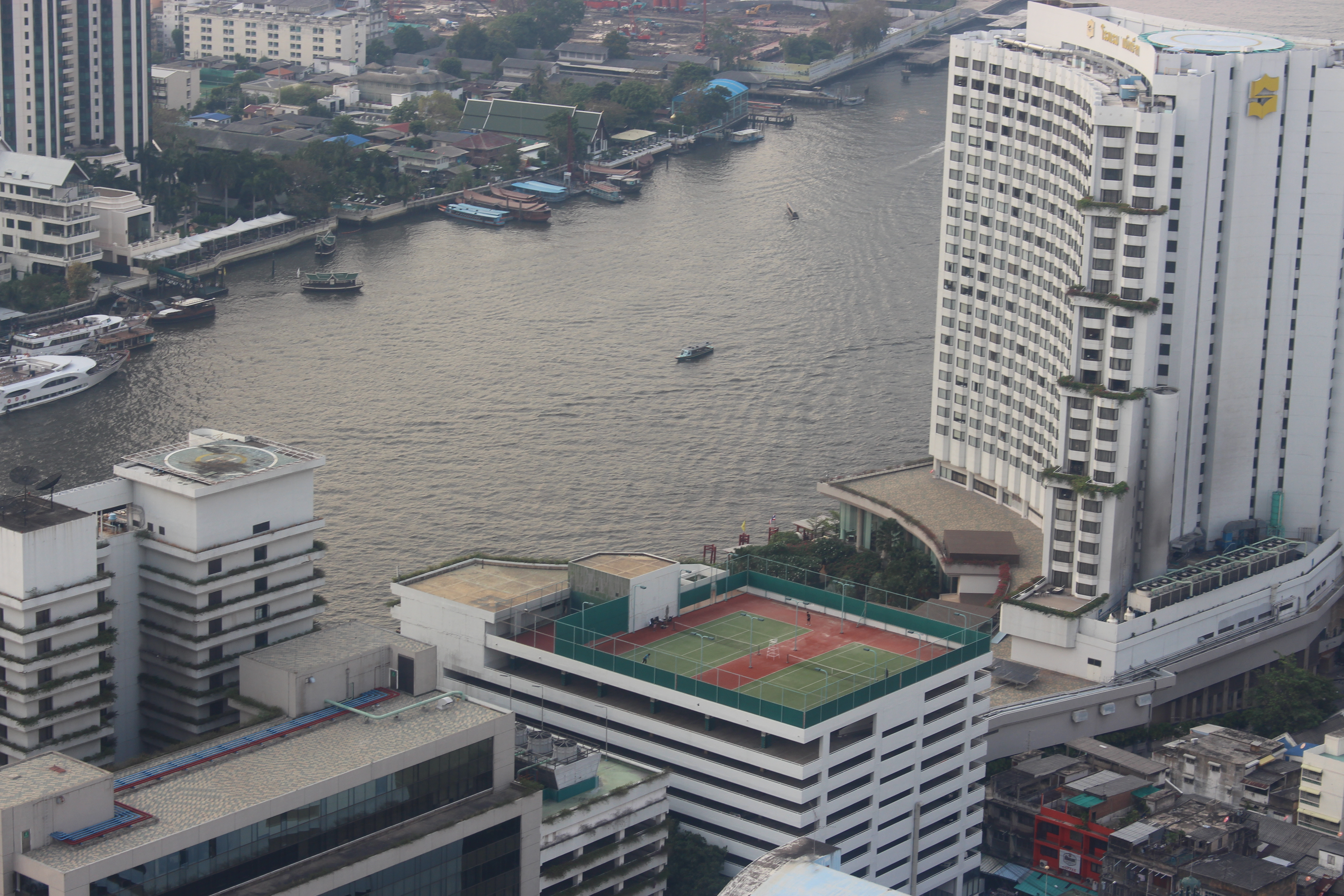
Effektivere Flächennutzung: Tennisfeld auf dem Dach eines Parkhauses in Bangkok

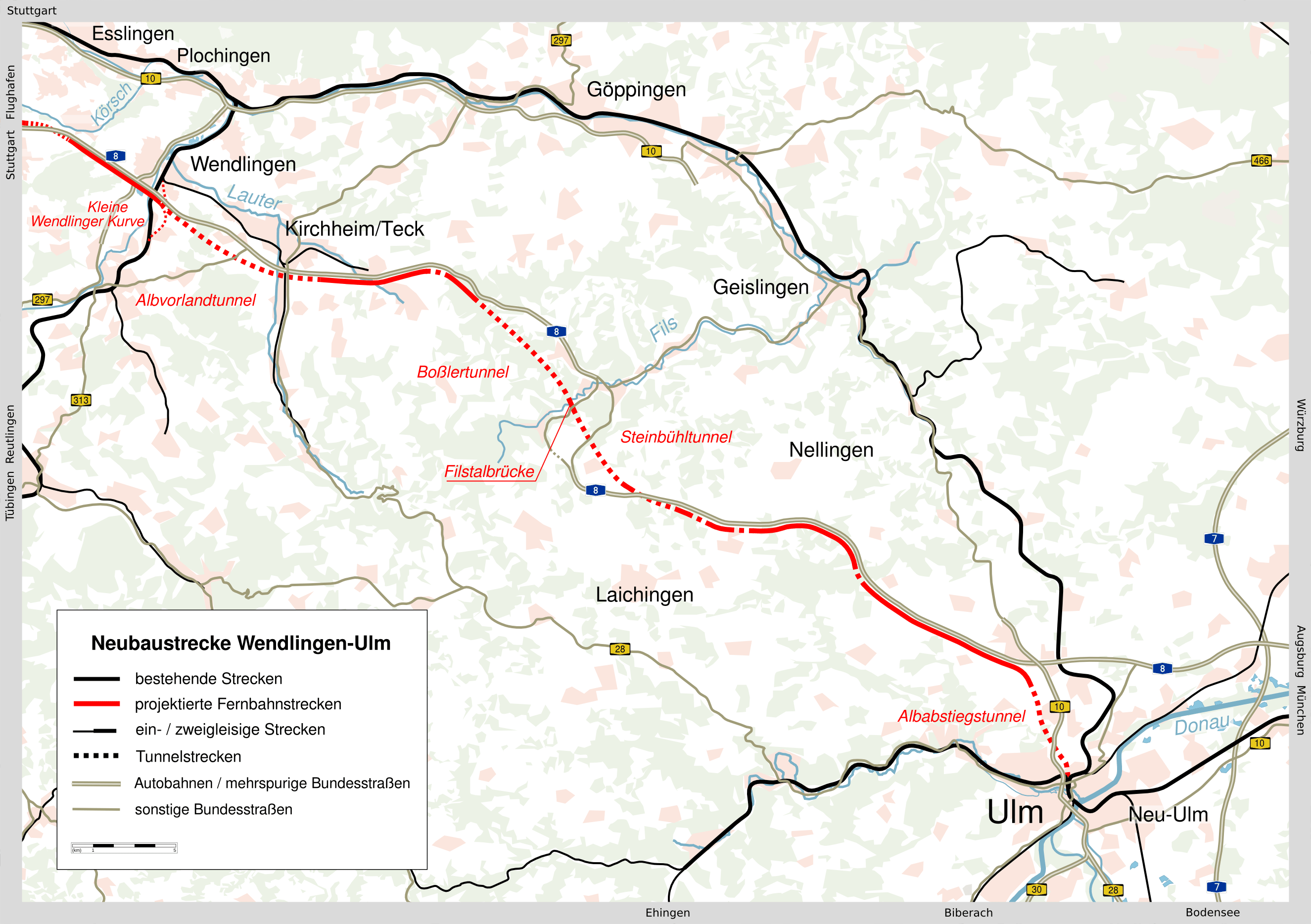
Auch, um sensible Flächen der Schwäbischen Alb und dem dazugehörenden Biosphärengebiet zu schonen, verlaufen über 50 % der Neubaustrecke Wendlingen–Ulm in Tunnelanlagen

Eine Verringerung der Flächenneuinanspruchnahme ist ein Kernanliegen des Boden- und Umweltschutzes. Verschiedene bereits geltende oder mögliche Maßnahmen sind geeignet, die Flächenneuinanspruchnahme zu verringern oder seine Folgen auszugleichen.

### Kompensationsflächen
Die Flächenneuinanspruchnahme geht regelmäßig mit erheblichen Beeinträchtigungen von Natur und Landschaft einher. Lebensraum von Tieren und Pflanzen wird zerstört und die natürlichen Funktionen des Bodens, des Wasserhaushalts und des Kleinklimas sowie das Landschaftsbild werden negativ verändert. Um diese erheblichen Beeinträchtigungen auszugleichen, sieht der Gesetzgeber in § 13ff. BNatSchG vor, dass Kompensationsflächen bereitgestellt werden müssen. Seitens einiger Vertreter der Landwirtschaft wird dies generell als zusätzliche Verknappung der landwirtschaftlichen Nutzflächen gewertet, auch wenn einige Kompensationsmaßnahmen, z. B. artenreiche Grünlandflächen, durch landwirtschaftliche Nutzung realisiert werden. Gleichzeitig wird bemängelt, dass § 15 Abs. 3 BNatSchG, wonach vorrangig zu prüfen ist, „ob der Ausgleich oder Ersatz auch durch Maßnahmen zur Entsiegelung, durch Maßnahmen zur Wiedervernetzung von Lebensräumen oder durch Bewirtschaftungs- oder Pflegemaßnahmen, die der dauerhaften Aufwertung des Naturhaushalts oder des Landschaftsbildes dienen, erbracht werden kann, um möglichst zu vermeiden, dass Flächen aus der Nutzung genommen werden“ nicht ausreichend beachtet würde. Seitens des Naturschutzes wird dem entgegengehalten, dass diese Vorgabe beachtet wird und Kompensationsflächen die landwirtschaftliche Nutzung gerade auf Grenzertragsstandorten, die anders aus der Nutzung genommen würden, unterstützt und die Bewirtschaftung als extensiv genutztes Grünland ermöglicht.
In Bezug auf die Bauleitplanung unterliegen die Regelungen der Kompensation nicht dem BNatSchG und den Ländernaturschutzgesetzen, sondern dem BauGB § 18. Der Ausgleich für die durch Baumaßnahmen bewirkten Beeinträchtigungen von Natur und Landschaft ist im Bebauungsplan mit festzusetzen. Naturschutzbelange sind in der Abwägung nach § 1 BauGB als öffentliche Belange mit den anderen öffentlichen und privaten Belangen gerecht abzuwägen (vgl. § 1 Abs. 7 BauGB). In der Abwägung sind die festgelegten Ausgleichsmaßnahmen nach § 1a Abs. 3 BauGB zu berücksichtigen. Die Ausgleichsmaßnahmen werden im Umweltbericht festgelegt und richten sich nach den naturschutzfachlichen Erfordernissen. Der Ausgleich erfolgt nicht zwangsläufig im Flächenverhältnis 1:1. In einigen Bundesländern sind zur Ermittlung des Kompensationsbedarfs Biotopwertverfahren etabliert, auf deren Grundlage der Kompensationsbedarf errechnet wird. Die Anwendung dieser abstrakt rechnerischen Verfahren ist dabei nicht zwingend und Bebauungspläne, in denen die Belange des Naturschutzes strikt rechnerisch abgearbeitet oder gar optimiert werden, sind kritisch zu sehen.

### Flächenkreislaufwirtschaft
Einen ganzheitlichen Ansatz zur nachhaltigen Flächenbewirtschaft stellt das Konzept der Flächenkreislaufwirtschaft dar, das u. a. auf Altlastensanierung und Wiedernutzung von Flächen sowie auf verbesserte Nutzung von Brachflächen zielt. Macht man vormals industriell oder gewerblich genutzte Flächen durch planerische, umwelttechnische und wirtschaftspolitische Maßnahmen wieder nutzbar, so spricht man von Flächenrecycling.

### Flächenzertifikatehandel
Eine weitere Möglichkeit, die Flächenneuinanspruchnahme zu senken, ist ein Flächenhandel, der ähnlich wie ein Emissionshandel funktioniert: Kommunen erhalten Flächenausweisungsrechte. Diese Rechte sind in Form von Zertifikaten handelbar. Eine Kommune darf in ihrem Außenbereich nicht mehr Baufläche ausweisen als sie Zertifikate hat. Will sie mehr Außenfläche zur Bebauung vorsehen, muss sie Zertifikate von anderen Kommunen zukaufen, die dann entsprechend weniger Fläche zur Verfügung haben, dafür aber zusätzliche Einnahmen erzielen. So erhalten Kommunen einen Anreiz, Baumaßnahmen eher in ihrem Innenbereich zu planen und sparsam mit Flächen umzugehen. Durch eine begrenzte Menge von Flächenzertifikaten wird der Flächenverbrauch effektiv limitiert. Von 2013 bis 2017 fand in einem Modellversuch in Form eines Planspiels im Auftrag des Umweltbundesamtes ein Flächenhandel einer schrittweise zunehmenden Zahl von bis zu 100 Kommunen statt. Der Sachverständigenrat für Umweltfragen hat 2017 in einem offenen Brief die Einführung eines Flächenhandels befürwortet.

### Steuerpolitik
Wirksam könnte der Flächenneuinanspruchnahme durch eine Erhöhung der Grundsteuer für unbebaute, aber bebaubare Grundstücke wie Baulücken und brachliegende Grundstücke entgegengewirkt werden. Hierdurch wäre es weniger attraktiv, solche Grundstücke als langfristige Anlage- und Spekulationsobjekte vorzuhalten. Eine Bodenwertsteuer hätte eine ähnliche Wirkung.

### Räumliche Planung
Baugesetzbuch und Raumordnungsgesetz nehmen Bezug auf das Ziel flächensparsamer Entwicklung. Somit ist es auch Aufgabe der Raumordnung, Regionalplanung und Flächennutzungsplanung, auf eine reduzierte Flächenneuinanspruchnahme in der Bundesrepublik hinzuwirken.